# Dólar MUC
El dólar MUC (Dólar de Mercado Único de Cambio) fue un sistema económico que determinó un valor específico al tipo de cambio fijo a la divisa de igual valor al dólar estadounidense que circuló en Perú desde octubre de 1977 controlado por el Banco Central de Reserva del Perú por orden del gobierno de Francisco Morales Bermúdez, mediante la Ley Nº 21.953.
Su fin era fomentar las inversiones nacionales, evitando los controles de importación, bajo el siguiente método:
1. El Estado compraba dólares a precio normal.
2. Los subsidiaba y vendía a un precio menor para los empresarios nacionales.
3. Ellos los usaban exclusivamente para sus industrias.

Entre 1978 y 1986, la diferencia entre el precio del dólar MUC y el del mercado libre, no superaba el 10%. Sin embargo, a partir de abril de 1987, cuando el Banco Central de Reserva del Perú fracasó en un intento por detener el alza del dólar libre en el mercado libre mediante la venta de varios millones de dólares al público al valor MUC, se produce un distanciamiento cada vez más pronunciado entre la cotización oficial del dólar frente al inti y la cotización libre de esta divisa, creando una sensación de sobrevaluación de la moneda local, que se volvió crónica en septiembre de 1988, cuando el ministro de Economía y Finanzas Abel Salinas durante el primer gobierno de Alan García decide devaluar la moneda al precio del mercado. El fallo del plan del gobierno estuvo en el último paso, pues los empresarios no confiaban en la economía del país, y usaban los dólares comprados a menor precio para sus cuentas personales. A partir de diciembre de 1988, sin embargo, la cotización del dólar MUC se retrasaría con relación al mercado libre, por lo que el inti tenía mucho valor y las reservas internacionales caían a niveles muy bajos. El 8 de agosto de 1990, bajo la presidencia de Alberto Fujimori, el ministro de Economía Juan Carlos Hurtado Miller pone en marcha un paquete de medidas económicas en las que se incluyen la eliminación del mercado único de cambios (MUC) y por lo tanto, la cotización de la moneda nacional flotaría de acuerdo a un régimen de oferta y demanda. El 31 de marzo de 1991 el mercado único de cambios dejó de tener efecto legal.